# Josepha Weitzmann-Fiedler
Josepha Weitzmann-Fiedler (* 27. Juni 1904 in Charlottenburg als Josepha Fiedler; † 2000 in Princeton) war eine deutsch-amerikanische Kunsthistorikerin.

## Leben
Ihr Vater Michael Fiedler, geboren in Riga, war Architekt. Ihre Mutter Paulina Fiedler, geboren in Polen, war eine der ersten Frauen, die nach der Jahrhundertwende Medizin studierten. Sie besuchte die Caecilien-Schule in Berlin-Charlottenburg und legte 1925 ihre Reifeprüfung an der Fürstin-Bismarck-Schule in Berlin-Charlottenburg ab. Vom Wintersemester 1925/26 bis zum Sommersemester 1930 studierte Fiedler Kunstgeschichte und Klassische Archäologie als Hauptfächer, Geschichte und Philosophie als Nebenfächer an der Universität Berlin. Sie war Schülerin Adolph Goldschmidts und wurde bei ihm 1930 mit der Arbeit: „Die Aktdarstellung in der Malerei vom Ausgang der Antike bis zum Ende des romanischen Stils“ promoviert (publiziert 1933).
Von 1930 bis September 1931 war sie Assistentin von Ferdinand Noack am Archäologischen Seminar der Universität Berlin und Kuratorin des Universitätsmuseums. Von 1931 bis 1938 arbeitete sie dann als Assistentin von Gerhart Rodenwaldt am Archäologischen Seminar der Universität Berlin und als Angestellte am Archäologischen Institut des Deutschen Reiches in Berlin unter Friedrich Matz. 1932 heiratete sie Kurt Weitzmann. 1938 folgte sie ihrem Mann und emigrierte nach Amerika. Seit 1951 war sie Assistentin von Paul Frankl am Institute for Advanced Study in Princeton. 
Sie unterstützte ihren Mann bei allen seinen Forschungen und Reisen, war aber auch selbst als Kunsthistorikerin weiterhin wissenschaftlich tätig.

## Schriften
- Die Aktdarstellung in der Malerei vom Ausgang der Antike bis zum Ende des Romanischen Stils (unter besonderer Berücksichtigung der Miniaturmalerei). Heitz, Straßburg 1933 (Digitalisat).
- Romanische gravierte Bronzeschalen. Deutscher Verlag für Kunstwissenschaft, Berlin 1981, ISBN 3-87157-083-4.